# 炮制

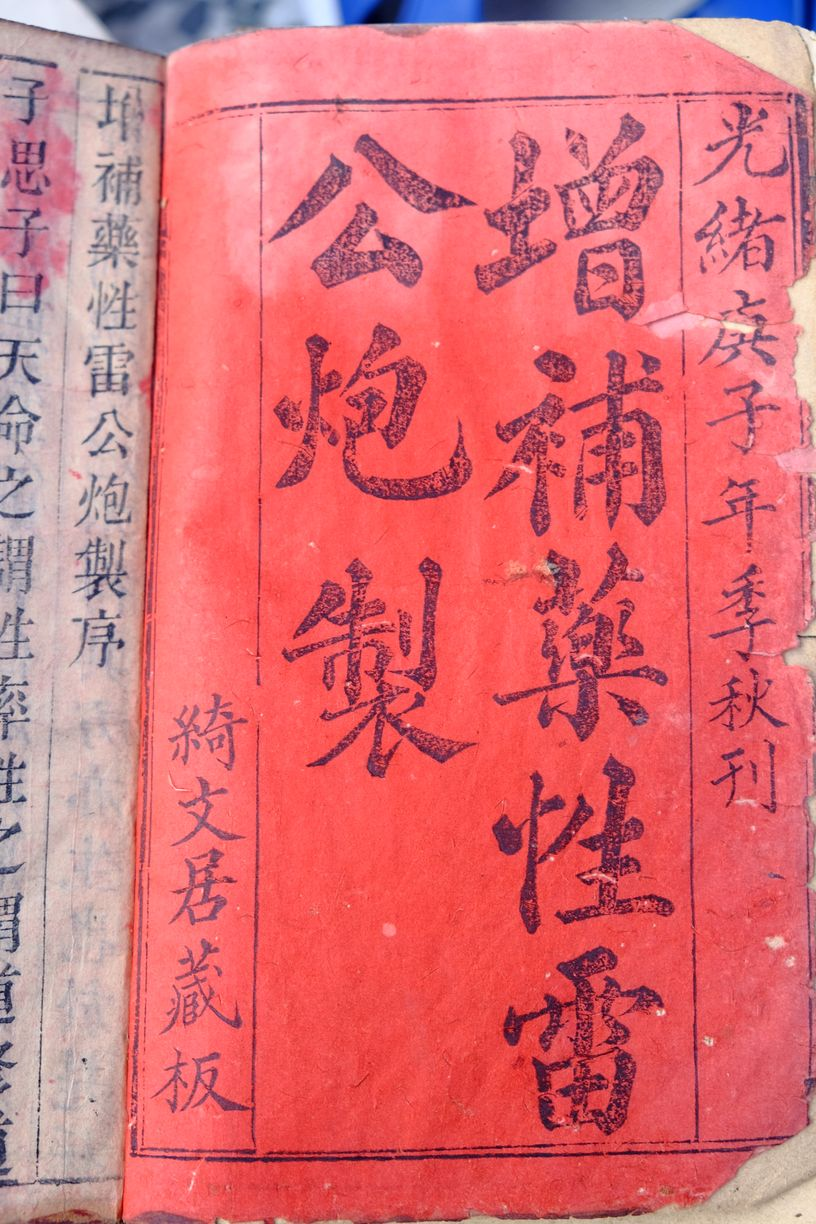
增補藥性雷公炮製

炮制，古称炮炙，在中药学中是指根据中医药理论，按照医疗、调制、制剂、贮藏等不同要求以及药材自身的性质，将药材加工成饮片时所采取的一系列传统制药技术。炮制中药材的过程可以影响中药的药性，改善中药材的储藏性，是中药学研究的重要内容之一。

## 炮制的历史

### 传说
传说中发明炮制技术的是中国商代曾经做过厨师的大臣伊尹，他把厨房中经常应用的一些烹饪手法如烤、灸、炒、煮以及常见调味料如盐、醋、酒、蜂蜜、薑等应用于草药的加工，并且创制了中医经常应用的汤剂，总结了煎药之法，相传伊尹著有《汤液经法》一书。

### 早期史料
对于中药炮制最早的史料是根据马王堆汉墓出土竹简辑复出版的处方集《五十二病方》，书中每一个方剂下都以注释的形式列出了炮、炙、燔、熬等中药炮制方法；《黄帝内经》中也有分立的关于炮制的记载；中国最早的药学专著《神农本草经》中则记述了中药炮制的基本原则：“药，有毒无毒，阴干暴干，采造时月，生熟土地所出，真伪新陈并各有法，若有毒宜制，可用相畏相杀，不尔勿合用也”。《伤寒杂病论》记载了近百种中药炮制方法。如蒸、炒、炙、煅、炮、炼、煮、沸、火熬、烧、咀、斩折、研、锉、捣膏、酒洗、酒煎、苦酒煮、水浸、汤洗等，炮制技术已初具规模。

### 雷公炮炙论
《雷公炮炙论》是南朝宋时期医学家雷斅所撰写的一部关于中药炮制的专著，也是目前认为最早的中药炮制专著，但原书早已佚散，1930年代知名中医张骥根据《证类本草》和《本草纲目》等后世药学专著整理辑复出版了《雷公炮灸论》一书。书中记载了蒸、煮、炒、焙、炙、炮煅、飞等常用炮制方法，尤其对蒸、煮等法介绍详尽，如蒸法分清蒸、酒浸蒸、药汁蒸；煮法分盐水煮、甘草水煮、乌豆汁煮等，并首先提出了应用辅料炮制药物，集秦汉至南北朝历代炮制经验之大成，对炮制技术的发展产生了巨大影响。雷公炮灸论的出现是中药炮制学形成的一个标志。

### 后世史料
唐代医家孙思邈在《千金要方》中将中药炮制的方法从方剂注释中抽离出来独立成章，书中指出“诸经方用药，所有熬炼节度皆脚注之，今方则不然，于此篇具条之，更不烦方下别注也”。
《本草经集注》、《新修本草》、《证类本草》等综合性本草代表作，也极大地丰富了中药炮制的内容。
宋代官方颁布的《和剂局方》将中药炮制列为法定制药技术，对推动炮制技术的发展和確保中藥品質有很大的進步，书中许多炮制方法一直沿用至今。
明代陈嘉谟《本草蒙鉴》全面阐述炮制方法、经验及机理，对后世影响颇深。
李时珍的《本草纲目》虽是综合性本草著作，但其中多设有“修治”一项，先述前人记载，再记当时炮制经验，最后谈及个人见解，就炮制内容而言，远远超过以前的炮制专著，全面反映了明代炮制技术水平，至今仍为中药炮制的重要参考资料。
明代缪希雍的《炮炙大法》是炮制专书，除介绍《雷公炮炙论》的主要内容外，重点记述了当时所用的具体炮制方法。
清代赵学敏的《本草纲目拾遗》发展了中药炮制的炒法，并提出炒炭应注意火候，强调炭化存性问题，为炮制技术的发展作出了贡献。
张叡的《修事指南》为清代炮制专著，介绍了232种炮制方法，并指出“吴萸汁制抑苦寒而扶胃气，猪胆汁制泻胆火而达木郁”，补充阐发了辅料炮炙的机理。

## 炮制的作用
炮制的过程就是对中药材的加工过程，因而笼统来讲，炮制的作用就是提高中草药原料的品质，使之符合医家使用的要求，具体说来，炮制的作用主要体现在以下五个方面

### 降低药物的毒性、刺激性
有些药物原料药含有一些毒性很大的成分，必须经过炮制减少那些有毒成分的含量，降低药物的毒性，如马钱子含有番木鱉鹼，成年人摄入30mg便可以致死，经过炮制可以减少其中士的宁碱的含量。
另外一些药物含有刺激性成分，或者有特殊臭味，会造成服用者不适，降低患者服药的意愿，通过炮制可以减少这些刺激性成分和臭味的含量，例如五灵脂的来源为动物的粪便，有很大的臭味，经过醋制可以极大地减少这种臭味。
许多药物的炮制方法是民间经验的总结，其通过炮制减低毒性刺激性的机理尚不得而知，如常用中药半夏含有刺激性物质，若生用会使人口唇麻木刺痛，仅有用矾水煮制之后才能够消除这种刺激性，但这种刺激性物质究竟是什么，为什么在矾水的作用下可以分解，都不得而知。

### 改变药物的药性
中医学对于中药的应用有一套独立的理论，对药物的炮制也是这一套理论的组成部分之一，在中医学理论指导下的中药炮制可以转变原料药物的某些中医学性质，满足临床应用的要求
- 改变药物的性味

根据中医学理论，药物的性味，也就是四气五味是临床应用的依据，炮制的过程可以改编药物的性味，从而改变药物在临床应用过程中的作用。例如何首烏性微温，味涩苦，有润肠通便的功效，经过酒制之后成为制首乌性温味甘，成为一味滋补强壮的药物。
- 改变药物的作用趋势

中医学理论认为药物在人体内的作用有着一定的趋势，即所谓升降浮沉，不同的药物作用趋势也不同，涌吐者为升，泻下者为降，解表者为浮，降逆者为沉。炮制的过程会改变药物的作用趋势，如大黄主沉降，有泻下的功效，经过酒制之后，称为酒大黄药性借酒力上行，主升，成为清头目火的药物。
- 改变药物的归经

中医学理论将药物对特定器官的选择性作用称为药物的归经，在炮制过程中，通过改变药物的味，可以改变药物的归经，其理论基础是中医学中的五味归经理论，这一理论认为酸入肝经，苦入心经，甘入脾经，辛入肺经，咸入肾经，在炮制的具体实践中，有“醋制入肝，盐走肾，甘缓益元”的说法
- 缓和药性

一些药物作用强烈，临床应用过程中会带来一定的副作用，通过炮制可以矫正和缓和药性。例如麻黄是一味辛散解表的药物，但因为药性剧烈并不适宜体弱者使用，经过炮制的炙麻黄可以缓解麻黄的药性
- 增强药物的疗效

炮制的另外一个作用是增强药物的疗效。

### 改善药物的贮存性
通过炮制可以改善药物的贮存性，一些新鲜采制的原料药，内部含有大量仍有生物活性的酶以及其他可能分解药物成分的微生物，经过炮制后的药物，酶活性遭到破坏，药物的水含量减低，从而保护了药物内含有的有效成分，一些动物性的药物经过炮制可以杀死虫卵等，从而延长药物的保存期限。

### 促进药物成分溶出
有些药物所含有的有效成分必须经过炮制才能够在制剂的过程中有效溶出，而一些矿物来源的药物则必须经过炮制才能够进行调剂，例如自然铜等，此外一些种子类的药材，表皮坚韧必须通过炮制使种皮破裂才能够入药。

## 炮制的原理
以现代科学的角度分析，炮制最基本的原理就是通过对药材的加工，改变药材中化学成分的构成，从而改变药物的作用。
以马钱子的炮制为例，炮制过程可以促进其中含有的有毒生物碱番木鱉鹼转化为低毒和无毒的異番木鱉鹼、番木鱉鹼氧化物等物质，又如对中药黄芩的炮制使用蒸法，短时间的加热可以迅速杀灭其中所含有的生物酶的活性，从而阻断酶催化下的黄酮类化合物糖苷的分解，保存了药物的有效成分。
不同药物的炮制，有着不同的机理，通过对炮制机理的研究可以协助了解中药作用的机理，同时也可以反过来指导药物的炮制。

## 炮制方法
明朝医家缭希雍在其著作《炮制大法》中将前人典籍中炮制方法加以总结归纳，提出了“雷公炮制十七法”，这十七法是后世中药行业炮制和加工药物的基本方法，至今十七法中有些方法已经不再使用了，同时又有一些新的炮制方法添加进来，如今人们将炮制的方法分为一般修制、水制、火制、水火共制、其他制法等五个大类。

### 一般修制
- 拣：仅凭肉眼人工拣除药物中的杂质和非药物成分。
- 筛：用筛子除去药物中体积较小的部分和杂质。
- 簸：用竹簸箕颠动，依照轻重和密度区分药物去除杂质。
- 揉：将质脆易碎的药材放在粗筛上按揉使破碎过筛。
- 拌：将药物与辅料，包括朱砂、青黛、鳖血等拌和。
- 去毛：除去植物来源药物表面的绒毛，通常采取刷去毛、刮去毛、火燎去毛、烫去毛、炒去毛等不同的方式，选取的方式不同会对药性产生不同的影响。
- 磨：用摩擦的方式粉碎药材。
- 捣：用击打的方法将体积小而质地硬的药材粉碎。
- 制绒：将质地松软的药物反复按压揉搓使之鬆泻成绒。

### 水制
- 洗 ：短时间清洗药物去除附着在表面的杂质如泥沙。
- 淘 ：对细小的种子类药物以如淘米的方式淘洗，去除泥沙。
- 漂 ：将药材在水中浸泡，气温低时每日换水两次，气温高则须换水3－4次以上，以溶出水溶性的有毒成分。
- 泡 ：操作如漂但不换水，令药物在水中发酵泡软，用以处理龟板等药材。
- 飞 ：将药材与水一起研磨，经过短时间沉淀后倾取上层混悬液，挥干水份后可以获得极细的粉末。
- 去心 ：将茎类药物泡软后去除木质部。

### 火制
- 烘：将药物放在近火源处或者相对高温处，令水份蒸发，缓缓烘干。
- 焙：焙就是用文火烘干，与炒相比不需要经常翻动。
- 炒：与烹饪中的炒相同，将药物在铁锅中翻炒，根据炒时的辅料不同分为清炒（无辅料）、麸炒（以麦麸为辅料）、盐炒（以盐粒为辅料）、米炒（以大米为辅料）和土炒（以碱性的灶心土为辅料）。
- 烫：烫与炒类似，但温度更高，约在200-300℃，同时需要其他固态辅料共同加热，常用的辅料有砂、蛤粉、滑石粉、蒲黄、盐粒等。
- 煅：煅是将药物在700℃以上高温处理的炮制方式，根据使用工具的不同，分为铁锅闷煅、铁锅煅、坩锅煅、直接火煅、灰火闷煅、炉火闷煅等。
- 炙：炙系将药物与液体辅料共同炒制的炮制技术，根据使用辅料的不同可以分为蜜炙、醋炙、酒炙、姜汁炙、盐水炙、油炙、羊油炙等。
- 煨：将药物包埋在另外一种物质中加热的炮制方式叫做煨，可以分为面浆煨、烘煨、重麸炒煨、米汤煨等。

### 水火共制
- 煮：与烹饪中的煮相同，将药物与其他液体辅料共同加热，常见的有清水煮、酒煮、醋制、酒醋共制等。
- 蒸：与烹饪中的蒸相同，用液体辅料的蒸汽直接加热，多用于加工滋补类药物，常见的有清蒸、酒蒸、醋蒸等。
- 燀：燀就是将种子类药材用热水浸泡后去除种皮的炮制方法。
- 淬：是将药物煅烧红后，迅速投入冷水或液体辅料中，使其酥脆的方法。淬后不仅易于粉碎，且辅料被其吸收，可发挥预期疗效。如醋淬自然铜、鳖甲，黄连煮汁淬炉甘石等。

### 其他制法
- 製霜：种子类药材压榨去油或药物经过物料析出细小结晶后的制品，称为霜。其相应的炮制方法称为制霜。前者如巴豆霜，后者如西瓜霜。

- 发酵：将药材与辅料拌和，置于一定的温度和湿度下，利用霉菌使其发泡、发霉，并改变原药的药性，以生产新药的方法。如神曲。

- 发芽：将具有发芽能力的种子药材用水浸泡以后，经常保持一定的温度和湿度，使其发幼芽。如谷芽、麦芽等。